# London Pride
La London Pride è una birra di stile bitter ale prodotta in Inghilterra dall'industria Fuller's Brewery a partire dal 1958.
La London Pride prende il suo nome dal fiore della pianta Saxifraga × urbium chiamato comunemente, in Gran Bretagna, "London Pride" (letteralmente, "orgoglio di Londra") poiché trovato sopravvissuto tra le macerie dei bombardamenti della capitale del Regno Unito nella Seconda guerra mondiale.